# إيليزا سام
إيليزا سام هي ممثلة كندية، ولدت في 17 نوفمبر 1984 بفانكوفر في كندا.

## وصلات خارجية
- إيليزا سام على موقع IMDb (الإنجليزية)
- إيليزا سام على موقع قاعدة بيانات الفيلم (الإنجليزية)